# Gadara
Gadara (Hebreeuws: גדרה, gad´a-ra of גדר, ga-der, Grieks: Γάδαρα)was een Hellenistisch-Romeinse nabij het huidige Umm Qais in het noordwesten van Jordanië. De stad werd periodiek ook Antiochia of Antiochia Semiramis (Grieks: Αντιόχεια της Σεμίραμης) en Seleucia genoemd. Tijdens de Romeinse periode was Gadara een semiautonome stad van de Decapolis.

## Geschiedenis
Gadara werd gesticht door de Ptolemaeën in de 3de eeuw vóór onze tijdrekening als een grenspost met het rijk van de Seleuciden in het noorden. Het werd veroverd door Antiochus III de Grote in 218 v.Chr. en een eeuw later door de Hasmonese vorst Alexander Janneüs.
In 63 v.Chr. werd het ingenomen door de legers van de Romeinse generaal Pompeius. Deze liet de onder de Hasmoneeën verwoeste stad terug opbouwen. De stad kreeg een zekere graad van autonomie als een van de steden van de Decapolis en kende een grote bloei vooral in de tweede en derde eeuw. Gadara werd een centrum voor filosofie, dicht- en theaterkunst. Beroemde Gadarese filosofen waren Meleager van Gadara, Theodorus van Gadara en Philodemus van Gadara.
Tijdens de Herodiaanse periode was Gadara het bestuurlijk en economisch centrum van de Decapolis. Tijdens de Joodse Oorlog (66-70 na Chr.) hadden de steden van Dekapolis veel te lijden van de Zeloten die plundertochten in het gebied ondernamen. Onder meer in Gadara werden de Joodse inwoners afgeslacht.
Begin 4de eeuw was Gadara de zetel van een bisdom en het bleef belangrijk tijdens de Byzantijnse periode.
Na de verovering door de Arabieren, na de Slag bij de Jarmuk in 636, kwam Gadara onder moslimbewind. Een aardbeving omstreeks 747 verwoestte de stad waarna ze werd verlaten.
Tijdens de jaren 1890 –onder het Ottomaanse bewind - ontstond een klein dorp op de Romeinse ruïnes waarbij de bewoners de oude stenen gebruikten om hun huizen op te trekken. Pas in 1986 werden deze huizen ontruimd met de bedoeling de archeologische opgravingen, begonnen in de 19de eeuw, verder mogelijk te maken. Dit is tot nu toe niet gebeurd.

## Beschrijving van de archeologische site
De archeologische site bevindt zich op een heuvel ten westen van het huidige dorp Umm Qais.
Het westelijk gelegen theater is opgebouwd in basaltsteen en zeer goed bewaard. Het heeft drieduizend zitplaatsen waaronder een groot aantal vrijstaande zetels met hoge rug bestemd voor belangrijke personen.
Langs de theatertrappen komt men op het basilica-terras. Hier staan de resten van een Byzantijnse kerk uit de vijfde of zesde eeuw welke opgetrokken was als een octogonale centraalbouw. De zwarte basalten kolommen staan overeind en contrasteren met de witte kalkstenen kolommen en betegeling van het nabije atrium.
Meer noordelijk loopt de decamanus van oost naar west.
Van het noordelijk gelegen theater is weinig overgebleven evenals van het nymphaeum en de baden langs de decamanus.
Midden de Ottomaanse dorpsgebouwen is er een klein museum dat op de site gevonden voorwerpen tentoonstelt.
Vanaf het basilica-terras en ten noorden van de decamanus heeft men een weids zicht over de Golanhoogten en het noordelijk deel van het meer van Tiberias of het meer van Galilea.

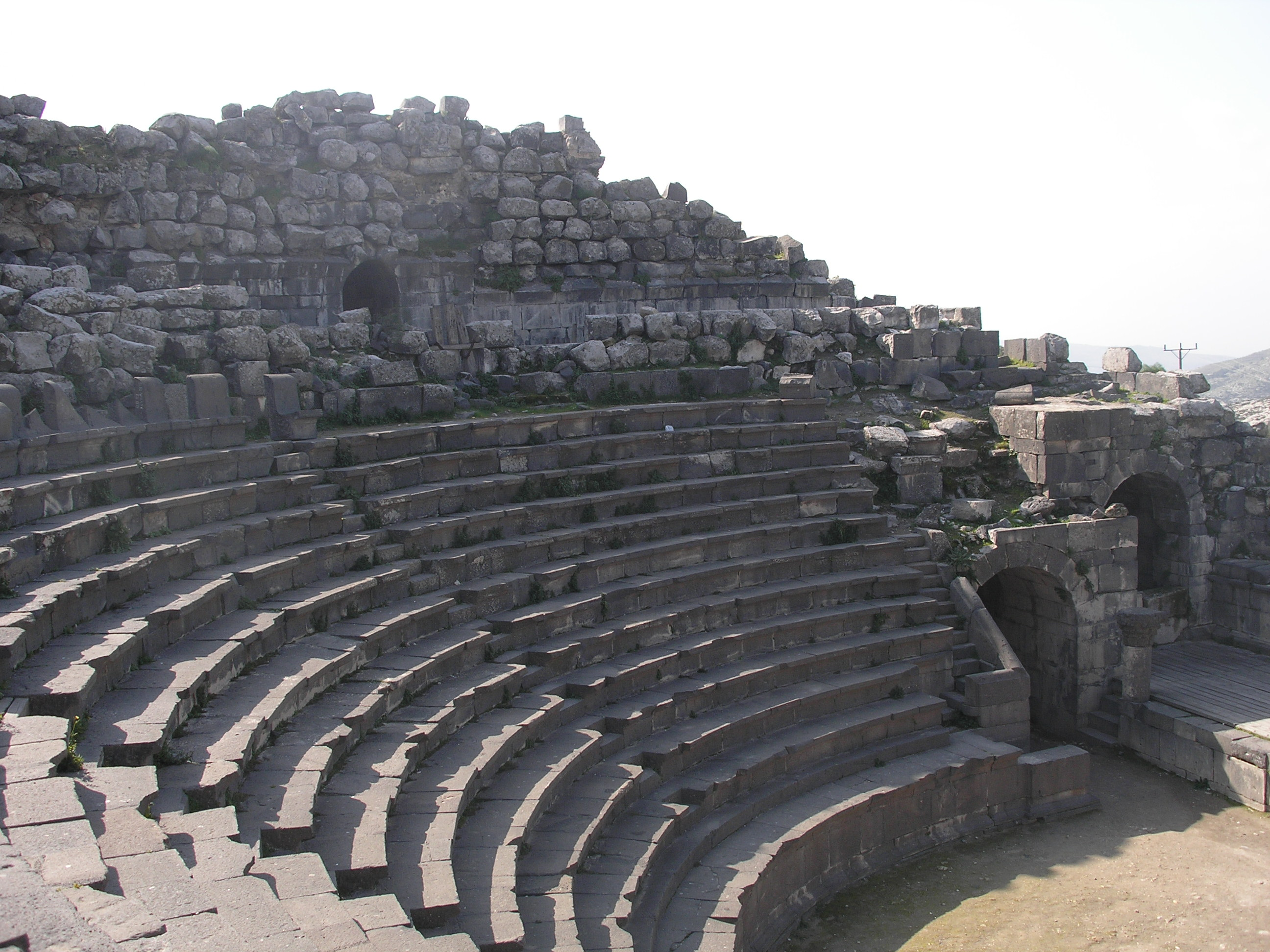
Theater
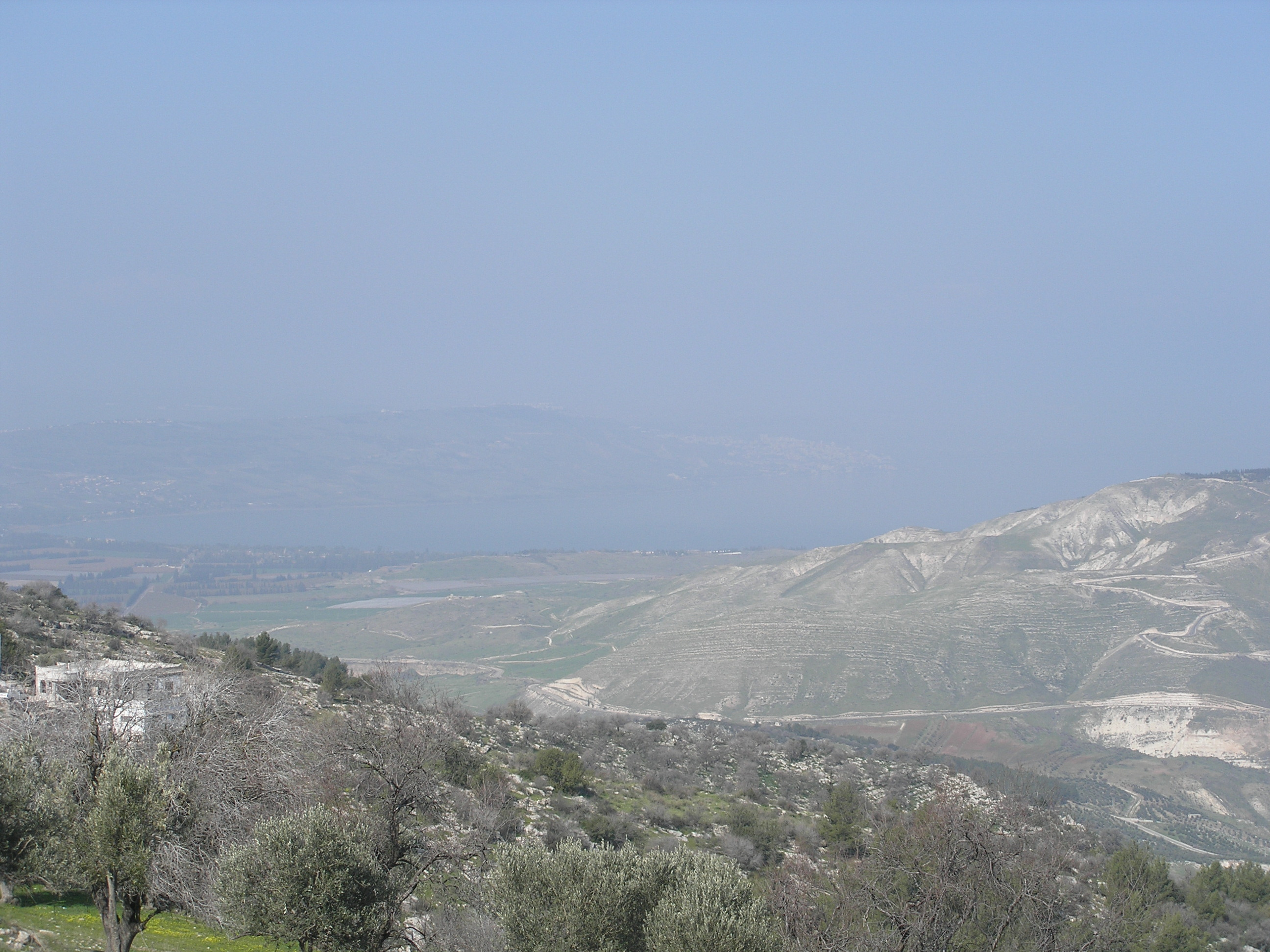
zicht over de Golanhoogten en het Meer van Galilea
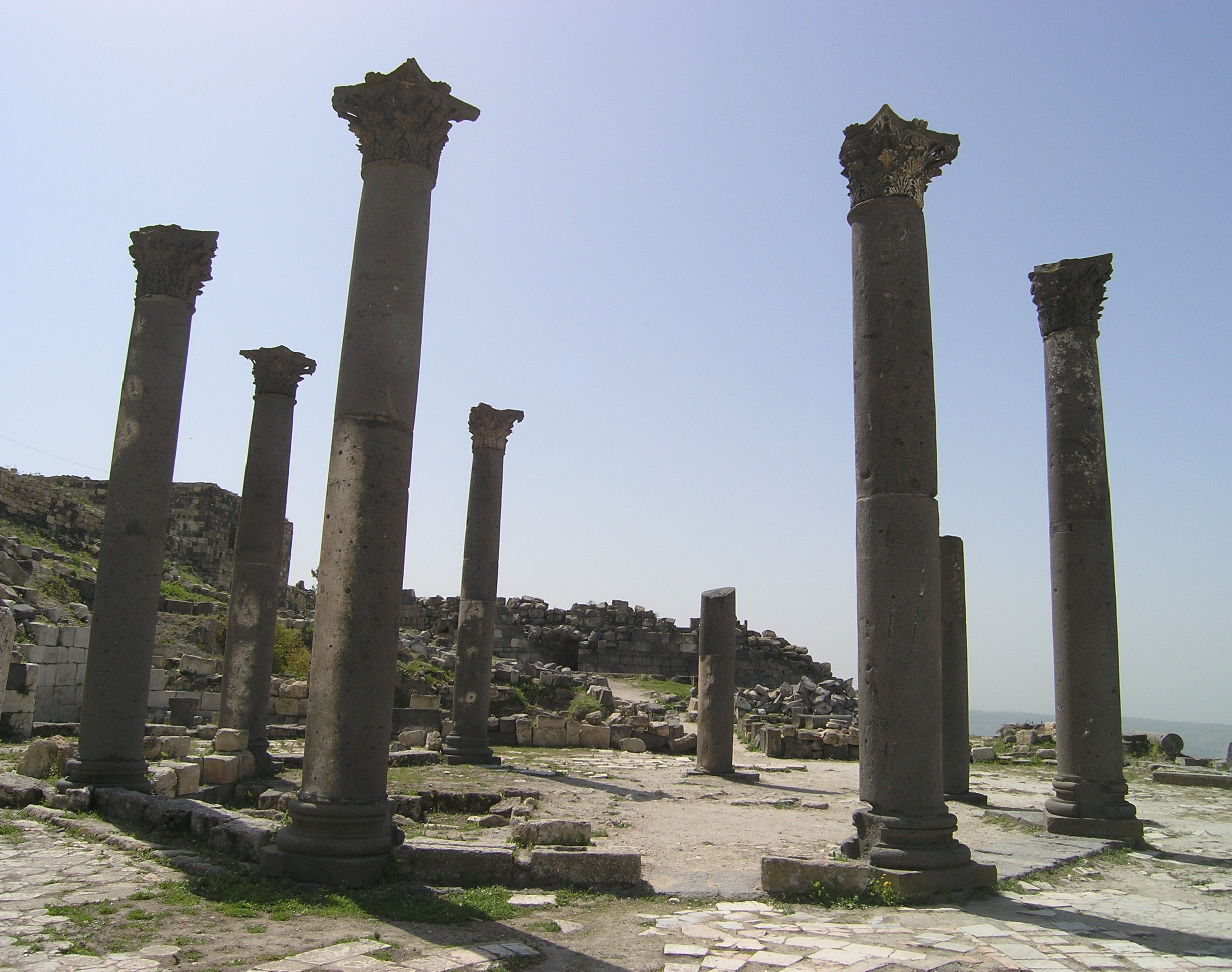
De acht kolommen van het Byzantijnse martyrium
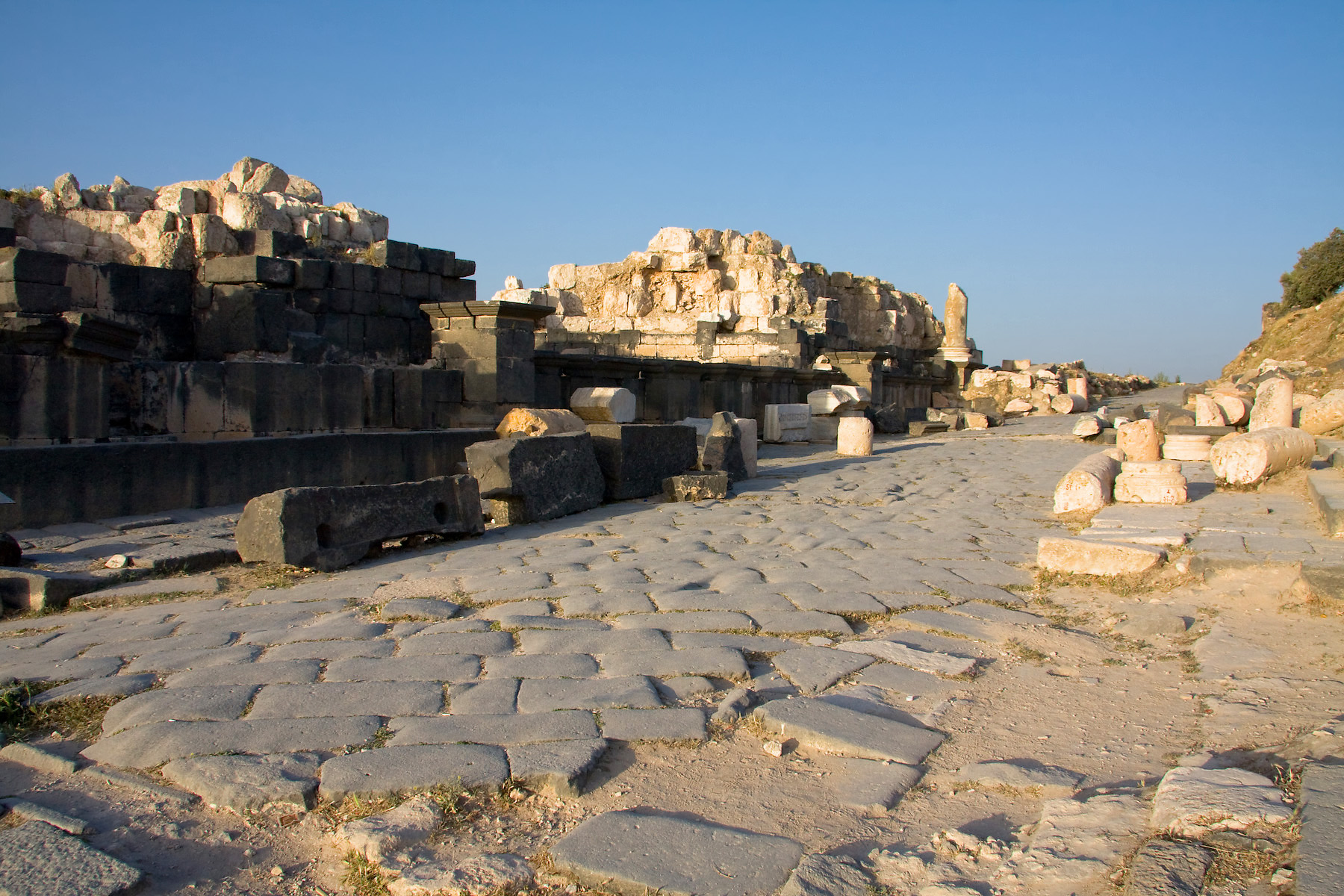
Decamanus
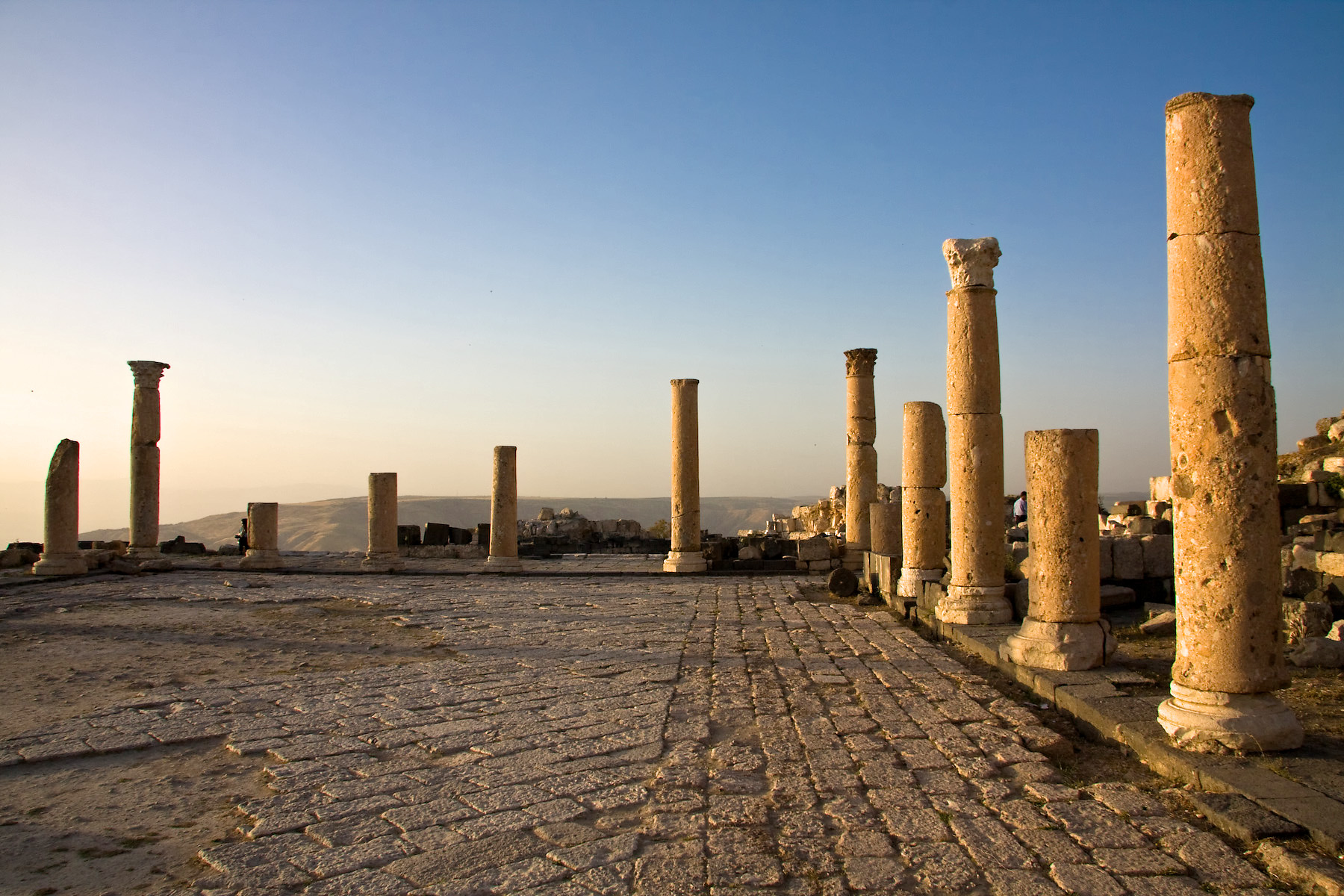
Basilica-terras